# Criminal Jokers
I Criminal Posers sono stati un gruppo musicale italiano formatosi a Pisa a metà degli anni 2000.

## Storia
I Criminal Jokers si formano a metà degli anni 2000 a Pisa come gruppo busker di matrice punk. Dopo l'ingresso in formazione di Francesco Pellegrini (The Walrus), che si aggiunge a Francesco Motta e Simone Bettin, l'impronta della band si fa più elettrica e vicina alla new wave. Il disco d'esordio This Was Supposed to Be the Future viene pubblicato nel novembre 2010 da Iceforeveryone/Infecta/Audioglobe e prodotto artisticamente da Andrea Appino, leader degli Zen Circus, nonché compaesano della band. L'album viene mixato da Manuele "Max Stirner" Fusaroli, già al lavoro con Le luci della centrale elettrica, Giorgio Canali, Tre Allegri Ragazzi Morti, Zen Circus e Sikitikis.
Nel maggio 2012 si esibiscono a Musica da Bere accompagnando Nada, dove per l'occasione viene premiata con la Targa alla Carriera.
Dopo aver pubblicato il disco d'esordio in inglese, la band decide di avvicinarsi alla lingua madre, l'italiano, e nel settembre 2012 viene pubblicato l'album Bestie. Anticipato dal singolo Fango, il disco è stato pubblicato dalla 42Records (con distribuzione Audioglobe), prodotto da Francesco Motta e registrato da Manuele Fusaroli al NHQ di Ferrara.

## Formazione
- Francesco Motta (voce, batteria)
- Francesco Pellegrini (chitarra, fagotto)
- Alice Motta (tastiera, violoncello, percussioni, cori)
- Simone Bettin (basso, chitarra)

## Discografia

### Album in studio
- 2010 – This Was Supposed to Be the Future (Iceforeveryone/Infecta/Audioglobe)
- 2012 – Bestie (42Records/Audioglobe)[7]